# Грабківці
Гра́бківці —  село в Україні, у Зборівській міській громаді Тернопільського району Тернопільської області. Розташоване на річці Стрипа, на заході району.
Населення — 165 осіб (2003).

## Історія
Перша писемна згадка — 1598.
12 червня 2020 року, відповідно до розпорядження Кабінету Міністрів України № 724-р «Про визначення адміністративних центрів та затвердження територій територіальних громад Тернопільської області» увійшло до складу Зборівської міської громади.
19 липня 2020 року, в результаті адміністративно-територіальної реформи та ліквідації Зборівського району, село увійшло до складу Тернопільського району.

## Населення

### Мова
Розподіл населення за рідною мовою за даними перепису 2001 року:
| Мова       | Кількість | Відсоток |
| ---------- | --------- | -------- |
| українська | 146       | 100%     |

## Релігія
Є церква святого Димитрія (1921).
Статут релігійної громади «Парафія Святого Великомученика Димитрія Солунського» зареєстрований рішенням виконавчого комітету Тернопільської обласної ради народних депутатів від 25 серпня 1991 № 212.

## Пам'ятники
Насипано символічну могилу УСС (1991).
Скульптура Матері Божої з Ісусом
Щойновиявлена пам'ятка монументального мистецтва. Розташована в центрі села біля дороги.
Робота масового виробництва, виготовлена із каменю (встановлена 1910 р.).
Постамент — 1,9х1,9 м, висота 1,9 м; висота скульптури 1,3 м, площа — 0,0012 га.

## Галерея

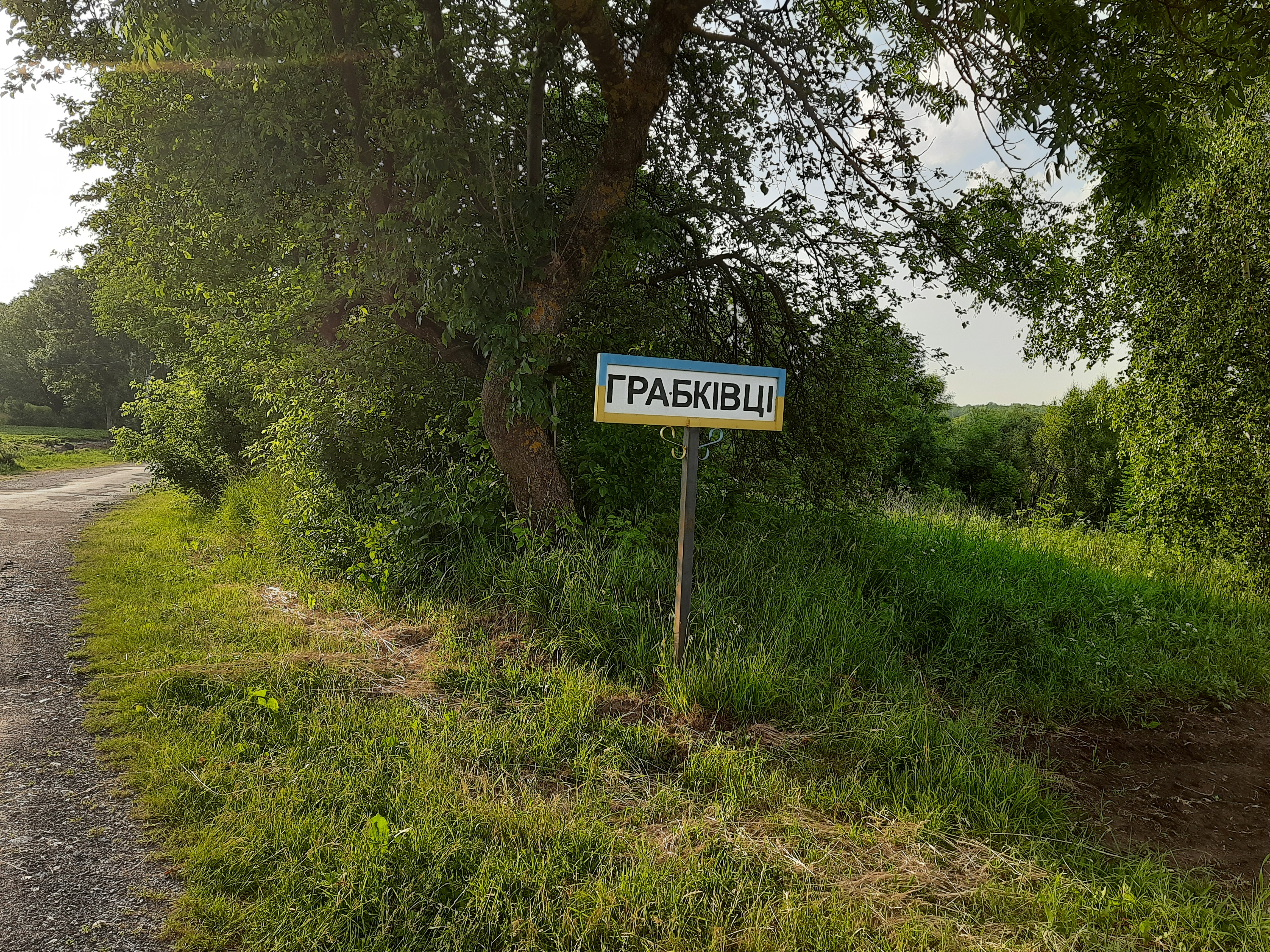
Дорожній знак при в'їзді в село
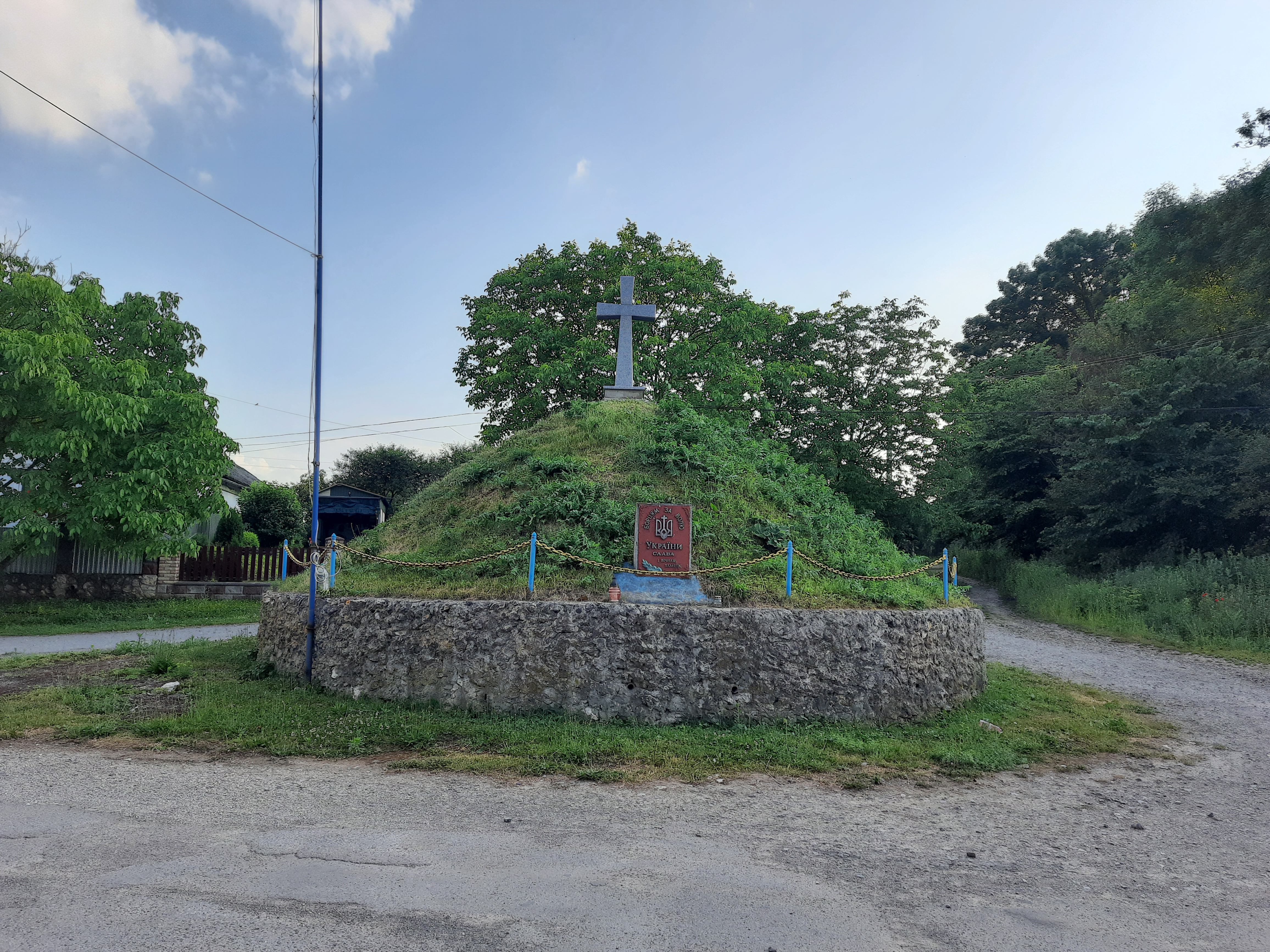
Символічна могила Борцям за волю України
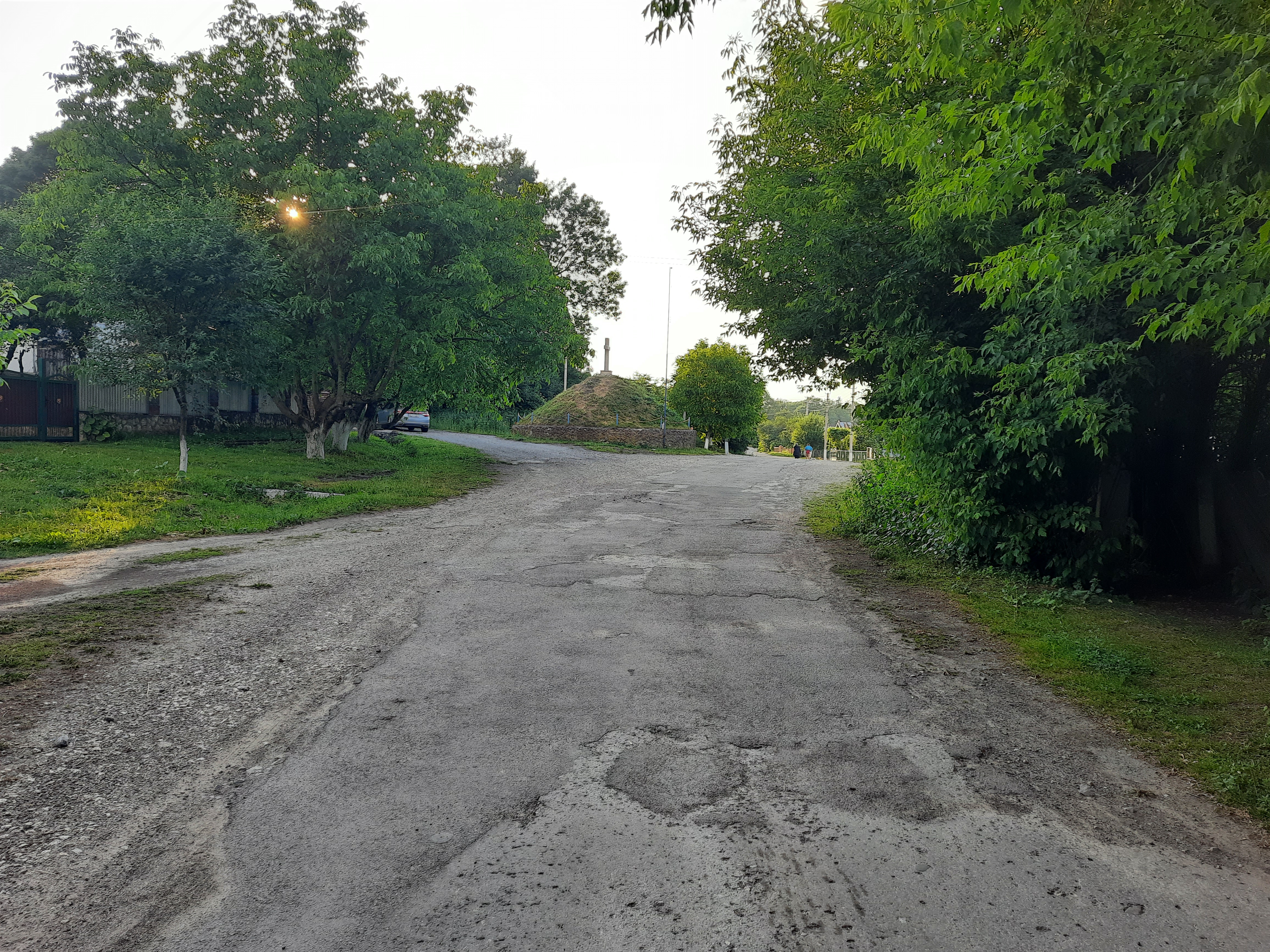
Сільський пейзаж
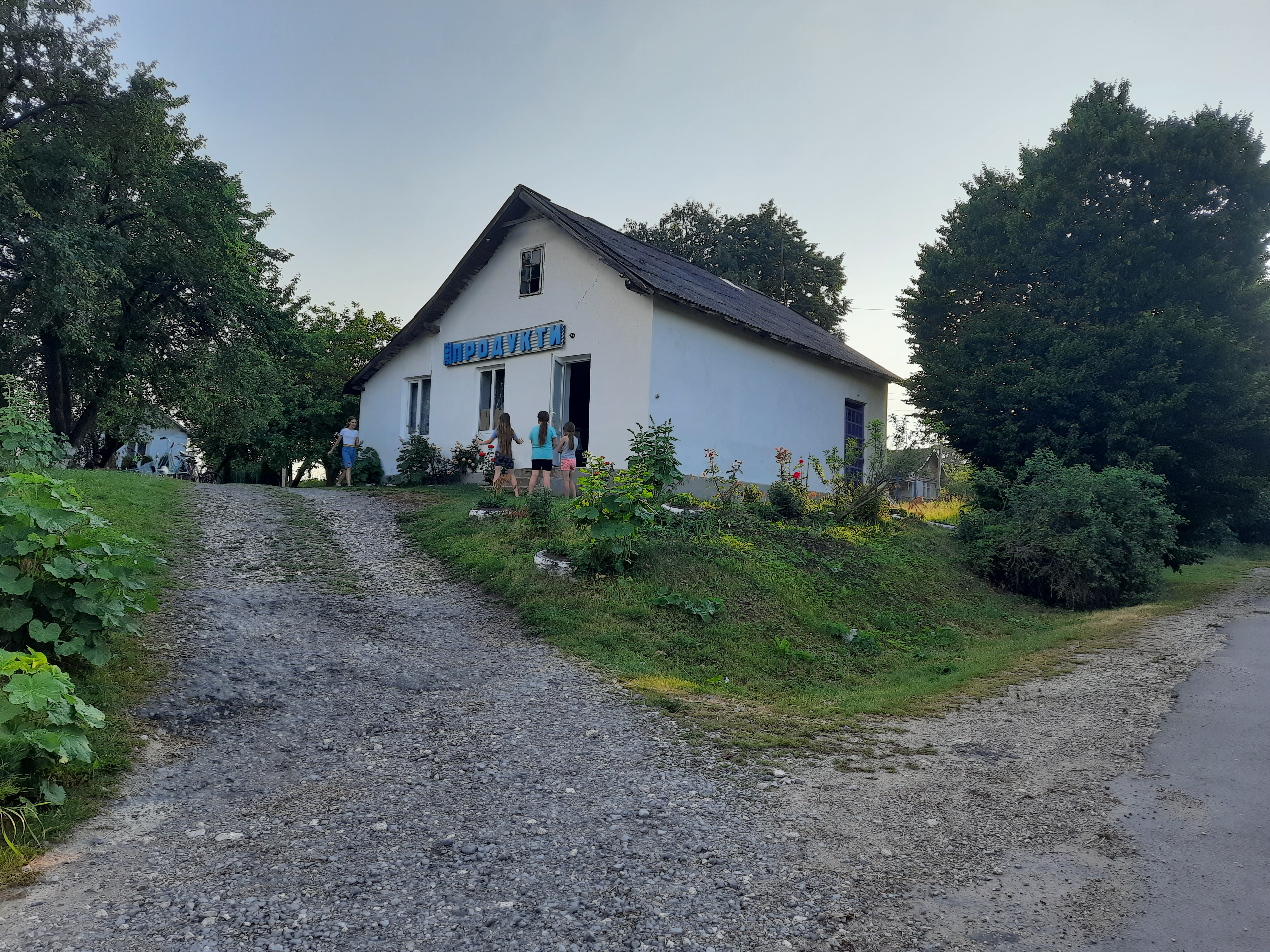
Крамниця
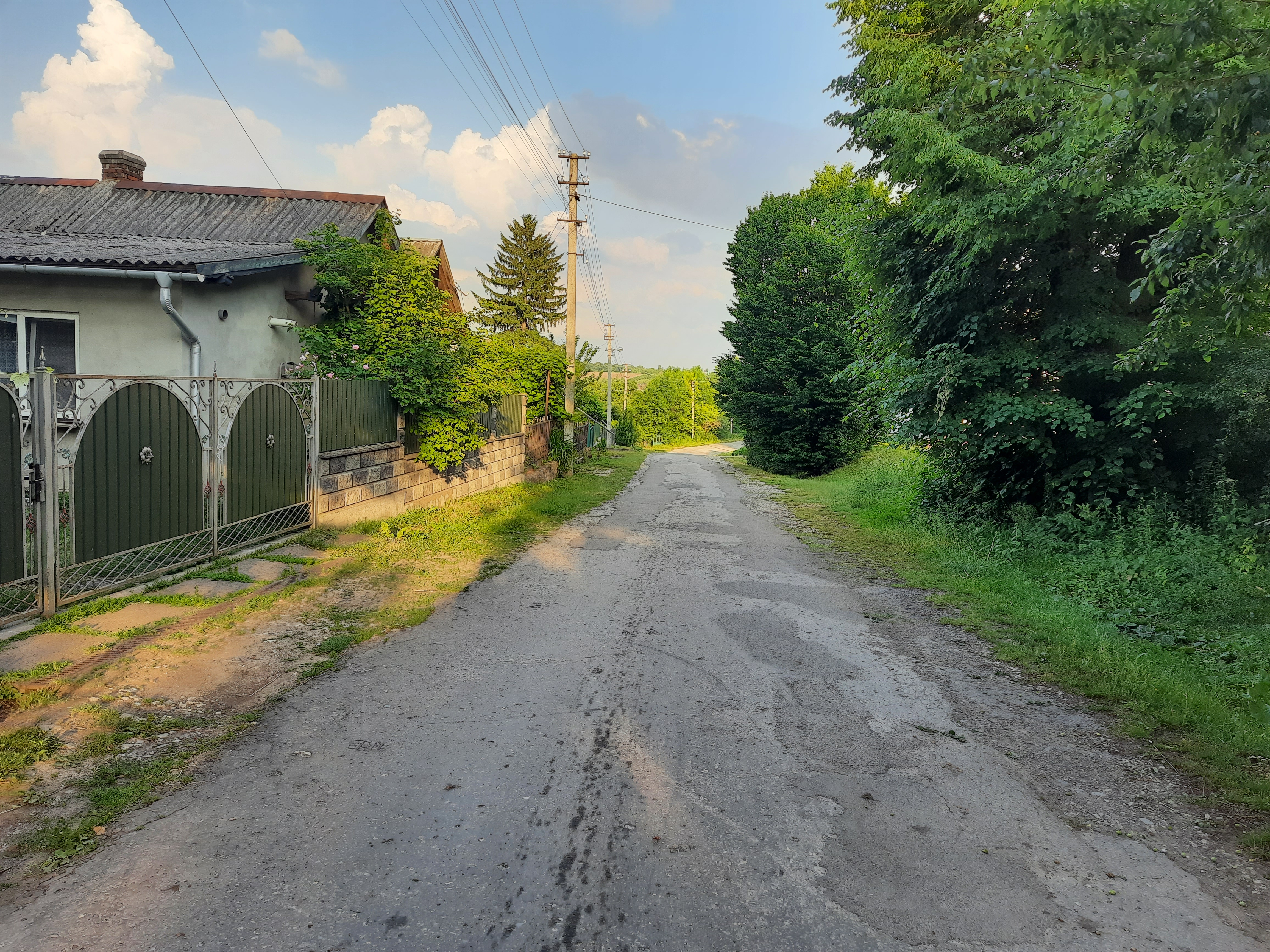
Сільська вулиця